# Sylvanus Griswold Morley
Sylvanus Griswold Morley (Chester, 7 de junho de 1883 — Santa Fé (Novo México), 2 de setembro de 1948) foi um arqueólogo e epigrafista norte-americano que estudou a civilização maia pré-colombiana no início do século XX.

## Carreira
Morley liderou extensas escavações do sítio maia de Chichen Itza em nome da Carnegie Institution e publicou várias grandes compilações e tratados sobre a escrita hieroglífica maia. Ele também escreveu relatos populares sobre os maias para o público em geral.
Para seus contemporâneos, "Vay" Morley  foi um dos principais arqueólogos mesoamericanos de sua época. Embora os desenvolvimentos mais recentes no campo tenham resultado em uma reavaliação de suas teorias e obras, suas publicações, particularmente sobre inscrições de calendários, ainda são citadas. Em seu papel como diretor de vários projetos patrocinados pela Carnegie Institution, ele supervisionou e encorajou muitos outros que mais tarde estabeleceram carreiras notáveis por direito próprio. Seu compromisso e entusiasmo pelos estudos maias ajudaram a inspirar o patrocínio necessário para projetos que revelariam muito sobre a antiga civilização maia.
Morley também realizou espionagem no México em nome dos Estados Unidos durante a Primeira Guerra Mundial, mas o escopo dessas atividades só veio à tona bem depois de sua morte. Seu trabalho de campo arqueológico no México e na América Central forneceu cobertura adequada para seu trabalho para o Escritório de Inteligência Naval dos Estados Unidos investigando atividades alemãs e atividade anti-americana.

## Principais obras
As publicações de Morley incluem:
- 1915 – An Introduction to the Study of Maya Hieroglyphs
- 1920 – The Inscriptions of Copán
- 1938 – The Inscriptions of Petén (5 vols.)
- 1946 – The Ancient Maya (Palo Alto: Stanford University Press, 1946; revised 3rd ed. issued in 1956 by G. W. Brainerd)

Além de seu trabalho acadêmico, Morley achou importante compartilhar seu entusiasmo pelos antigos maias com o público. Ele escreveu uma série popular de artigos sobre os maias e vários sites maias na revista National Geographic. Vários arqueólogos posteriores lembrariam que sua exposição jovem a esses artigos, "vividamente ilustrados com uma reprodução de cores de uma suposta virgem em huipil [um tipo de roupa] sendo arremessada no Cenote Sagrado", os atraiu para o campo no primeiro Lugar, colocar.
Morley manteve um diário durante toda a sua vida adulta detalhando suas descobertas, projetos e escavações.
The Ancient Maya de Morley foi posteriormente detectado como uma fonte primária usada em várias tentativas de falsificação de manuscritos da era da conquista mesoamericana, como aqueles conhecidos como Historias de la Conquista del Mayab , o " Manuscrito Canek", e vários outros. Esses documentos pretendiam ser relatos contemporâneos escritos por volta do século XVII, que foram "descobertos" em meados do século XX. Os manuscritos descreviam vários aspectos da cultura maia e detalhavam alguns episódios da história colonial espanhola inicial; vários também incluíam ilustrações de glifos maias. Embora inicialmente aceitos por algumas fontes como autênticos, análises posteriores demonstraram semelhanças impressionantes com a edição em espanhol do trabalho de Morley, identificando-os como falsificações modernas feitas em algum momento entre 1950 e 1965.